# Xibtla
Xibtla är en ort i Mexiko.   Den ligger i kommunen Atlahuilco och delstaten Veracruz, i den sydöstra delen av landet, 230 km öster om huvudstaden Mexico City. Xibtla ligger 2 154 meter över havet och antalet invånare är 576.
Terrängen runt Xibtla är huvudsakligen kuperad, men söderut är den bergig. Terrängen runt Xibtla sluttar österut. Runt Xibtla är det ganska tätbefolkat, med 93 invånare per kvadratkilometer. Närmaste större samhälle är Orizaba, 19,8 km norr om Xibtla. I omgivningarna runt Xibtla växer i huvudsak blandskog.